# ダヘーズ
ダヘーズ（ヒンディー語: दहेज़、ウルドゥー語: دہیز）とは、インドでみられる結婚に関わる持参金制度のことである。語源はアラビア語のジャヒーズ（جهيز）。英語でダウリー（dowry）とも呼ばれる。
持参金の制度自体は、世界中で広く見られる習慣であり、金銭以外の価値のある物品（貴金属類、電化製品、不動産など）を含める地域もある。インドでは、結婚の際に新婦側家族が新郎側家族と話し合い、持参金、もしくは物品（貴金属類、宝石、家電製品など）の新郎側に贈ることである。贈られた物は新郎新婦の財産となる。
ヒンドゥー教徒に限定なく、インドのイスラム教徒にも広がっている。1961年に、ダヘーズ禁止法が成立したが、今も違法に行われている。

## ダヘーズの問題
元々はダヘーズは、一般的に、上位カーストの富裕層の習慣であり、独立後のインド社会全体に根付いた理由として、平等な財産権を与えられていない女性に対し、実家が財産分与として多額の金品を与えたということからインド全土に広まった。
ちなみに1956年のヒンドゥー教の法は、女性に土地や財産の相続の権利を認めている。 
花嫁の家族が所来の花婿の家族の要求に見合う充分なダヘーズを支度できない場合には、花嫁は花婿の家族から冷酷な扱いを受けたり、最悪死に追いやられる。このような状況を引き起こした要因の一つしてダヘーズがあげられる。  
1961年、ダヘーズ禁止法が制定・施行、1983年と1986年に刑法改正され罰則強化された。 
この刑法は妻を自殺に追い込む他者の冷酷な行為を罰するものである。結婚後７年以内の全ての妻が自殺や死亡すれば、ダヘーズ殺人とみなされ逮捕される。警察が令状なしに、または任意の調査もせずに、ダヘーズ殺人とみなされ逮捕することができる。
ダヘーズ殺人裁判で夫は裁判で無実を証明し、無罪を勝ち取ることが多いが職場を失ったり、マスコミ報道により名誉回復出来ず、また女性側が個人的な恨みを晴らすために法律を悪用するケースも多い。